# 구용칠
구용칠(具龍七)은 대한제국 독립운동가이다. 본관은 능성(綾城), 호는 낙산(樂山).

## 생애

### 주요 이력
1907년에서 1910년까지 대한제국 하급 관료 직책으로 재직하였으며 그 후 1912년에 개신교 전도사로도 잠시 활동하였고 그 시절 중화민국 장쑤 성 상하이와 중화민국 둥베이 지방 헤이룽장 성 자무쓰에서 리룽(李龍)·뤄광룽(羅廣龍)이라는 중국어 가명을 사용키도 하였으며 조선국 귀국 후 1919년 황해도 장연에서 삼월 대한 독립 만세 선언에 참여한 그는 1920년 7월경부터 황해도 장연군(長淵郡)에서 대한적십자사(大韓赤十字社)와 의용단(義勇團)에 구성원으로 참여하였고, 이후 의용단의 단장으로 활동하다 체포되어 옥고를 치렀다.

### 1919년 삼월 독립 선언 이후
1919년 음력 10월경 장규섭(張奎燮)은 평양부(平壤府) 관후리(館後里)에 거주하는 한복창(韓復昌)으로부터 적십자사 규칙서(規則書) 1부, 사원모집에 관한 위임장 1통, 영수증 100매철(枚綴) 1부를 받았다. 이에 구용칠은 동료 한복창 등과 1920년 음력 7월 중에 회합하여 대한적십자사와 의용단을 조직하였다. 이들은 80여 명의 회원을 모집하고 입단금으로 매월 30전씩을 받아 육혈포를 사들였다. 그리고 권총대를 조직하여 형사, 순사, 밀정, 친일파 등을 처단할 것을 결정하였다. 이후 구용칠은 의용단 단장으로 장규섭 등과 장연 지역을 중심으로 활동하다 체포되었다.
1921년 4월 9일 해주지방법원 검사국으로 송치되었으며, 같은 해 6월 28일 해주지방법원에서 이른바 1919년 제령(制令) 제7호 위반으로 징역 1년 6월을 받고 해주형무소에서 옥고를 치렀다.

## 사후
그의 사후 대한민국 정부에서는 고인의 공훈을 기리고자 2015년 3월 1일에 건국훈장 애족장을 추서하였다.